# Traje antigravedad

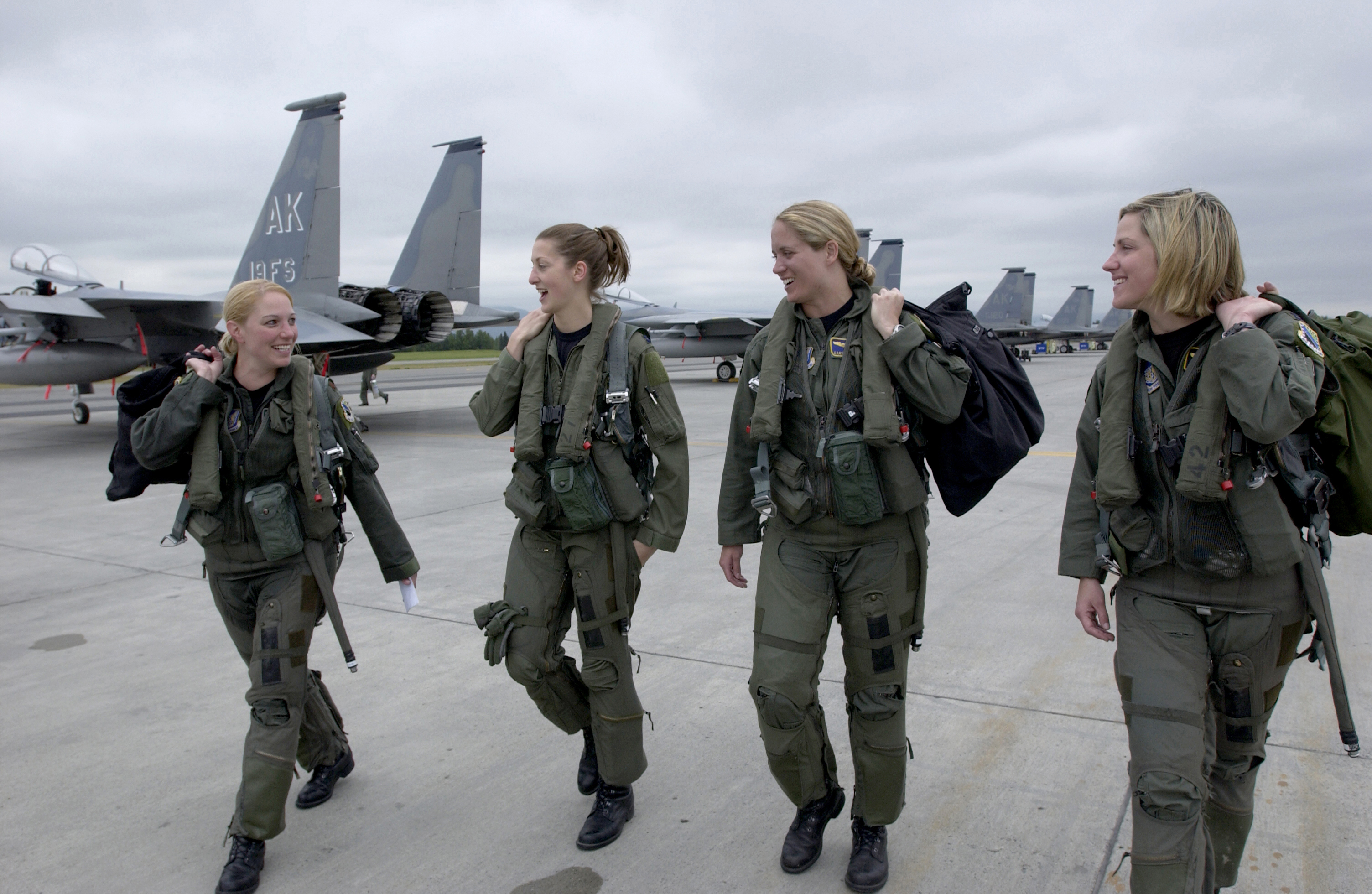
Pilotos de la base Elmendorf con traje antigravedad.

Los trajes anti-g, usados por los pilotos de aviones de combate, astronautas y cosmonautas, consisten en un sistema de cámaras hinchables que al aumentar la aceleración vertical se inflan oprimiendo el cuerpo del piloto en las piernas y el abdomen, con recortes que permiten la movilidad en las rodillas y en la ingle, evitando de esta forma que la sangre se desplace a esta parte del cuerpo, manteniendo el riego en el cerebro.
El traje anti-g es de gran utilidad para evitar la llamada visión negra producida por ascensos o maniobras que hagan descender la sangre a las piernas. No así contra la visión roja producida por maniobras de sentido contrario.
El término "anti-g" es debido a la forma de medir las fuerzas de inercia durante maniobras en aviación, relativas a la fuerza de la gravedad, pero esa es la única relación que tienen con la gravedad. Denominarlos "trajes antigravedad" es un error semejante a escuchar que en un monte han ardido el equivalente a tres estadios de fútbol y pensar que en ese monte realmente han ardido tres estadios de fútbol.